# Poecilostachys
Poecilostachys là một chi thực vật có hoa trong họ Hòa thảo (Poaceae).

## Loài
Chi Poecilostachys gồm các loài:
- Poecilostachys ambositrensis A.Camus
- Poecilostachys bakeri (Schinz) C.E.Hubb.
- Poecilostachys baronis Stapf
- Poecilostachys confertiflora A.Camus
- Poecilostachys geminata (Baker) Hack.
- Poecilostachys hildebrandtii Hack.
- Poecilostachys humbertii A.Camus
- Poecilostachys mainborondroensis A.Camus
- Poecilostachys manongarivensis A.Camus
- Poecilostachys marojejyensis A.Camus
- Poecilostachys mollis Stapf
- Poecilostachys muscicola A.Camus
- Poecilostachys oplismenoides (Hack.) Clayton
- Poecilostachys tsaratananensis A.Camus
- Poecilostachys viguieri A.Camus

Trước đây có 
Xem Oplismenus
- Poecilostachys stapfii - Oplismenus flavicomus